# Második Löfven-kormány
Stefan Löfven második kormánya 2019. január 21. és 2021. július 9. között volt hatalmon Svédországban. A  Szociáldemokrata Párt  és a Zöld Párt létrehozta koalíció volt a 2018-as parlamenti választásokat. A két pártnak mindössze 116 mandátuma volt a 349 tagú Rikstagban a parlamentben, és ezzel a 33 százalékkal a svéd történelem egyik legkisebb támogatottságú kormányát alakították meg, és más pártok külső támogatására szorultak. 
Löfven miniszterelnök 2021. június 21-én bizalmatlansági szavazást veszített és második kormánya ügyvezetőként folytatta, amíg létre nem jött a harmadik Löfven-kormány.